# Guy Michel Le Jay
Gui-Michel Le Jay (Parigi, 1588 – Parigi, 1674) è stato un biblista e giurista francese.
Avvocato e membro del Consiglio di Stato, fu un appassionato studioso di lingue antiche. A partire dal 1628 promosse l'edizione di una Bibbia poliglotta che porta il suo nome, che diede alle stampe a sue spese nel 1645, in una pregevole edizione in 10 volumi in folio.